# Marquesat d'Olivart
El Marquesat d'Olivart és un títol nobiliari espanyol creat el 8 d'abril de 1929 pel rei Alfons XIII a favor de Ramon Jordi de Dalmau i Falces, Diputat a Corts, President de l'Associació Espanyola de Dret Internacional Marquès pontifici d'Olivart, etc.
El títol havia estat creat, com a pontifici, el 7 de juliol de 1882, pel Papa Lleó XIII a favor de Ramon Maria de Dalmau i d'Olivart (1861-1928), Senyor de Gelida, Doctor en Dret Civil i Canònic, professor de les Universitats de Barcelona i Madrid. Va ser diputat a Corts pel Partit Liberal Conservador (1896-1902), especialitzat i mestre en Dret Internacional.
El títol va ser convertit en espanyol l'any 1929. L'actual titular, des de 1977 -i en sentència confirmatòria de 1994-, és Gonzalo Orellana i de Dalmau.

## Marquesos d'Olivart
|                                             | Titular                              | Periodo                       |
| Creació por el Papa Lleó XIII               | Creació por el Papa Lleó XIII        | Creació por el Papa Lleó XIII |
| ------------------------------------------- | ------------------------------------ | ----------------------------- |
| I                                           | Ramon Maria de Dalmau i d'Olivart    | 1882-1928                     |
| I                                           | Ramon Jordi de Dalmau i Falces       | 1928-1929                     |
| Conversió en títol espanyol per Alfons XIII |                                      |                               |
| I                                           | Ramon Jordi de Dalmau i Falces       | 1929-1970                     |
| II                                          | Gonzalo de Orellana-Pizarro i Dalmau | 1977-actual titular           |

## Història dels Marquesos de Olivart
- Ramon Maria de Dalmau i d'Olivart (1861-1928), I marquès (pontifici) d'Olivart, Senyor de Gelida, Doctor en Dret Civil i Canònic, Diputat a Corts, Expert i mestre en Dret Internacional.

1. Va casar amb Rita de Falces Machado Azara.

El va succeir el seu únic fill home:
- Ramon Jordi de Dalmau i Falces, II marquès (pontifici) d'Olivart.

Convertit en títol espanyol, en 1929, pel rei Alfons XIII, a favor del mateix titular:
- Ramon Jordi de Dalmau i Falces, († en 1970), I marquès d'Olivart.[4]

1. Va casar amb Matilde Pérez del Pulgar.

Li va succeir, en 1977, Gonzalo de Orellana i de Dalmau, però aquesta successió va ser anul·lada en 1986. No obstant això, per sentència de l'Audiència Nacional, en 1994, va ser reconegut, aquesta vegada definitivament, com a successor:
- Gonzalo de Orellana-Pizarro i Dalmau, II marquès d'Olivart, fill de María del Carmen de Dalmau i Falces, germana del I marquès d'Olivart.

1. Va casar amb Elisa Ruiz de Elvira Bellón